# Leonard Co
|  | Dieser Artikel wurde aufgrund von formalen oder inhaltlichen Mängeln in der Qualitätssicherung Biologie zur Verbesserung eingetragen. Dies geschieht, um die Qualität der Biologie-Artikel auf ein akzeptables Niveau zu bringen. Bitte hilf mit, diesen Artikel zu verbessern! Artikel, die nicht signifikant verbessert werden, können gegebenenfalls gelöscht werden. Lies dazu auch die näheren Informationen in den Mindestanforderungen an Biologie-Artikel. |

Leonardo Legaspi Co (* 29. Dezember 1953; † 15. November 2010) war ein philippinischer Wissenschaftler und Spezialist in Botanik und Pflanzen-Taxonomie. Sein botanisches Autorenkürzel lautet „Co“.
Bis zu seinem Tod war er Präsident der Philippine Native Plants Conservation Society. Internationales Renommee erreichte Co als Botaniker durch die Entdeckung einer Reihe endemischer Pflanzen auf den Philippinen, wie zum Beispiel Rafflesia leonardi (benannt nach ihm).
Co studierte an der University of the Philippines, Diliman 1972, und erlangte dort seinen Bachelor in Botanik (BS Botany). 1977 schrieb Co ein Manual einiger philippinischer Medizinalpflanzen, welches von der UP Botanical Society veröffentlicht wurde.
Co arbeitete als Botaniker für Conservation International-Philippines. 2008 entdeckte Co Rafflesia leonardi, die vierte Art der Rafflesiengewächse auf Luzon, und die achte Art auf den Philippinen. Diese Rafflesia gilt als die größte Blume der Welt.
Co arbeitete als Berater für ein Wiederaufforstungsprojekt der Energy Development Corporation. Co und vier Kollegen brachen 2010 zu Untersuchungen in den Wald von Kananga, Leyte, auf. Dort gerieten sie in den Schusswechsel zwischen den Armed Forces of the Philippines (AFP) und der Rebellengruppe Nuevo Ejército del Pueblo (New People’s Army). Co, sein Kollege Sofronio Cortez und der örtliche Bauer Julius Borromeo wurden getötet. Der Bauer Policarpio Balute und Förster Ronino Gibe überlebten.
Nach einer Untersuchung stellte sich heraus, dass die philippinische Armee Co und seine Begleiter getötet hatte.